# Rivière Miguick
La rivière Miguick coule dans le territoire non organisé de Linton, dans la MRC de Portneuf, dans la région administrative de la Capitale-Nationale, province de Québec, Canada.
Le bassin hydrographique de la rivière Miguick est de 303 km2, soit le troisième bassin le plus important de la Batiscanie.

## Geographie
La rivière Miguick comporte deux lacs de tête :
- le lac du Coucou  qui s'alimente principalement de la rivière du Coucou dont les lacs de tête du canton de Larue sont : "du Barbel", Leuc, Guildry, Marc, Mimet et Brûlé ; la rivière du Coucou se déverse dans la partie nord du lac du Coucou ;
- le  lac La Salle  (ceinturé par de hautes montagnes), dont la décharge se dirige vers le nord sur près de deux km pour se jeter dans le sud du lac du Coucou, près de l'embouchure. Dans ce segment de son parcours, la rivière comporte plusieurs rapides, à cause de la forte dénivellation.

À partir de l'embouchure du lac du Coucou, la rivière Miguick fait une grande courbe, d'abord vers l'ouest, pour prendre la direction du sud, sur 14 km en traversant les lacs Dugal et Rossignol, avant de se déverser dans la rivière Batiscan (rive gauche), face à l'Île à la Croix (ou 7,5 km plus bas que l'embouchure de la rivière Jeannotte). Plusieurs tributaires accroissent le volume de la rivière dont la décharge du lac Miguick.
Près de l'embouchure, un hameau est désigné "Miguick" (même toponyme que la rivière) bénéficiait jadis d'un arrêt ferroviaire du Canadien National. Un important pont ferroviaire enjambe l'embouchure de la rivière. Dans les derniers kilomètres de son parcours, la rivière suit un parcours très sinueux.

## Toponymie
Le terme est connu au moins depuis l'arrivée du chemin de fer dans ce secteur, soit vers 1888-89. La désignation "Miguick" est d'origine autochtone. Le terme s'apparente aux mots "magwak" ou "makwa" qui signifient "ours" en langage algonquin. Le toponyme s'est transformé avec l'usage, par les travailleurs forestiers, les draveurs, les travailleurs du chemin de fer, les missionnaires, les explorateurs... Le toponyme "rivière Miguick" a été inscrit officiellement le 5 décembre 1968 au registre de la Commission de toponymie du Québec.

## Histoire
Jusqu'à l'arrivée du chemin de fer vers 1888-89, le secteur de la rivière Miguick n'était accessible qu'en embarcation par la rivière Batiscan, lorsque la glace était disparue. De novembre à avril, à la faveur de la glace, ce territoire devenait accessible avec des voitures tirées par des chevaux. Toutefois, les conditions de neige pouvaient limiter la circulation. Bien connue des autochtones, la vallée de la rivière attirait des chasseurs, des pêcheurs et des trappeurs. Dans la deuxième moitié du XIXe siècle, les coupes forestières étaient octroyés sur les abords de la rivière Batiscan et de ses tributaires.
L'exploitation de ce territoire forestier a été favorisé grâce à l'aménagement de routes d'accès et à l'arrivée du chemin de fer vers 1888-89 provenant de la Moyenne-Mauricie. Ce tronçon atteindra plus tard Chambord, au Lac Saint-Jean. L'extraction de pierres architecturales a débuté vers 1888 près de la rivière Miguick à la carrière exploité par M. Bélanger, un marbrier de Québec. La pierre provenant de cette carrière a été utilisée notamment pour ériger le socle du monument Jacques-Cartier-Brébeuf, inauguré le 24 juin 1889 par la Société Saint-Jean-Baptiste. Cette carrière a aussi fabriqué les pierres du mur d’enceinte de l’ancien palais de justice de Québec. Le type de pierre de cette carrière était une farsundite gris rosé de la "Suite de Rivière-à-Pierre"
Dans le secteur Miguick, les activités récréo-touristiques se sont développés intensément à priori grâce aux Clubs privés, puis l'implantation de la Réserve faunique de Portneuf.